# Thuidium allenii
Thuidium allenii là một loài rêu trong họ Thuidiaceae. Loài này được Austin mô tả khoa học đầu tiên năm 1880.